# Леонид Стойков
Леонид Стойков - Гърчищки е български революционер, деец на Вътрешната македонска революционна организация.

## Биография
Леонид Стойков роден в 1883 или 1890 година в село Гърчище, Гевгелийско, тогава в Османската империя. Завършва IV отделение. Присъединява се към ВМОРО. При избухването на Балканската война в 1912 година е доброволец в Македоно-одринското опълчение на Българската армия. Служи в четата на Ичко Димитров, четата на Коста Христов – Попето, а по-късно в 4-та рота на 14-та воденска дружина. През Междусъюзническата война в 1913 година е в Сборната партизанска рота на МОО.
Участва във възстановената след Първата световна война ВМРО. Според Димитър Влахов е войвода в Гевгелийско. В 1923 година, след Деветоюнския преврат, е отвлечен, докато се лекува в Александровската болница, от дейци на ВМРО и убит извън София.